# ボセオペンタエン酸
ボセオペンタエン酸 (bosseopentaenoic acid) は、共役多価不飽和脂肪酸の一つ。サンゴモ科の一種である Bossiella orbigniana から抽出することができる。